# Judgement
Judgement je peti studijski album britanskog rock-sastava Anathema. Diskografska kuća Music for Nations objavila ga je 21. lipnja 1999.
Prvi je album na kojem se pojavio Dave Pybus koji je zamijenio Duncana Pattersona i prvi na kojem je pjevala Lee Douglas, sestra Johna Douglasa, bubnjara Anatheme. Prvi je album od Eternity na kojem je Douglas svirao bubnjeve.

## Popis pjesama
| 1.    | »Deep«                                     | Vincent Cavanagh                           | Daniel Cavanagh, Dave Pybus   | 4:53 |
| 2.    | »Pitiless«                                 | Vincent Cavanagh, John Douglas, Dave Pybus | Daniel Cavanagh               | 3:11 |
| 3.    | »Forgotten Hopes«                          | Daniel Cavanagh                            | Daniel Cavanagh               | 3:50 |
| 4.    | »Destiny Is Dead« (instrumentalna skladba) |                                            | Daniel Cavanagh, Dave Pybus   | 1:47 |
| 5.    | »Make It Right (F.F.S.)«                   | John Douglas                               | John Douglas                  | 4:19 |
| 6.    | »One Last Goodbye«                         | Daniel Cavanagh                            | Daniel Cavanagh               | 5:24 |
| 7.    | »Parisienne Moonlight«                     | Daniel Cavanagh                            | Daniel Cavanagh               | 2:10 |
| 8.    | »Judgement«                                | Daniel Cavanagh, Vincent Cavanagh          | Daniel Cavanagh, John Douglas | 4:20 |
| 9.    | »Don't Look Too Far«                       | John Douglas                               | John Douglas                  | 4:57 |
| 10.   | »Emotional Winter«                         | Vincent Cavanagh                           | Daniel Cavanagh               | 5:54 |
| 11.   | »Wings of God«                             | John Douglas                               | John Douglas                  | 6:29 |
| 12.   | »Anyone, Anywhere«                         | Dave Pybus                                 | Dave Pybus, Daniel Cavanagh   | 4:51 |
| 13.   | »2000 & Gone« (instrumentalna skladba)     |                                            | Dave Pybus, Daniel Cavanagh   | 4:51 |
| 56:56 |                                            |                                            |                               |      |

| Bonus pjesma na digipak izdanju | Bonus pjesma na digipak izdanju          | Bonus pjesma na digipak izdanju | Bonus pjesma na digipak izdanju | Bonus pjesma na digipak izdanju | Bonus pjesma na digipak izdanju | Bonus pjesma na digipak izdanju | Bonus pjesma na digipak izdanju | Bonus pjesma na digipak izdanju | Bonus pjesma na digipak izdanju |
| Br.                             | Skladba                                  | Skladatelj                      | Trajanje                        |                                 |                                 |                                 |                                 |                                 |                                 |
| ------------------------------- | ---------------------------------------- | ------------------------------- | ------------------------------- | ------------------------------- | ------------------------------- | ------------------------------- | ------------------------------- | ------------------------------- | ------------------------------- |
| 14.                             | »Transacoustic« (instrumentalna skladba) | Daniel Cavanagh                 | 3:49                            |                                 |                                 |                                 |                                 |                                 |                                 |
| 60:45                           |                                          |                                 |                                 |                                 |                                 |                                 |                                 |                                 |                                 |

## Zasluge
| Anathema - John Douglas – bubnjevi - Vincent Cavanagh – vokal, ritam gitara - Daniel Cavanagh – solo-gitara, klavijature, vokal (na pjesmi "Parisienne Moonlight") - Dave Pybus – bas-gitara Dodatni glazbenici - Lee Douglas – vokal (na pjesmama "Parisienne Moonlight" i "Don't Look Too Far") - Dario Patti – glasovir (na pjesmi "Anyone, Anywhere") | Ostalo osoblje - Kit Woolven – produkcija, inženjer zvuka - Dario (Ki-Nell) Mollo – inženjer zvuka (asistent), fotografije (sastava) - Mez – umjetnički smjer - Darren White – fotografije - Rog Sargent – fotografije |